# Марсельський метрополітен
Марсельський метрополітен (фр. métro de Marseille, окс. mètro de Marselha) — система ліній метро в місті Марсель, Франція. Метрополітен відкрився 26 листопада 1977 року. Марсель став другим містом у Франції, в якому з'явився метрополітен; це відбулося через 77 років після відкріття Паризького метрополітену.

## Історія
Серйозне обговорення проекту метро розпочалося тільки в 1960-х роках, остаточне рішення про будівництво прийняте на початку 1970-х років. 13 серпня 1973 року розпочалося будівництво. Початкова ділянка мала 8 станцій та 6,3 км, менш ніж за три місяці, 11 березня 1978, відкриті ще 4 станції та 3 км. Друга лінія (М2) відкрита 3 березня 1984 року, до початку
1987 року лінія (М2) повністю добудована. Лінія (М1) розширювалася ще двічі в 1992 на дві станції, та в 2010 на чотири.

## Лінії
На початок 2018 в місті існує дві лінії, 28 станцій (25 підземних),21,5 км. Обидві лінії на шинному ходу. Більшість станцій мають берегові платформи. Більшість тунелів двоколійні великого діаметра, тільки в центрі де складна геологія одноколійні тунелі. Глибина закладення 15-30 метрів.
- Лінія М1 (синя): 18 станцій та 12,9 км.
- Лінія М2 (червона): 12 станцій та 8,9 км.

## Розвиток
У 2018 році планується відкриття 1 станції, лінії (М2). В планах на 2020-ті роки перехід на автоматизований рух, це
відбудеться коли потяги що експлуатуються зараз відпрацюють свій ресурс. Для переходу на автоматизацию буде потрібно реконструювати
платформи, впровадивши систему горизонтальний ліфт.

## Режим роботи
Працює з 5:00 до 1:00. Інтервал руху від 3 хвилин в годину пік до 10 хвилин пізно ввечері.

## Галерея

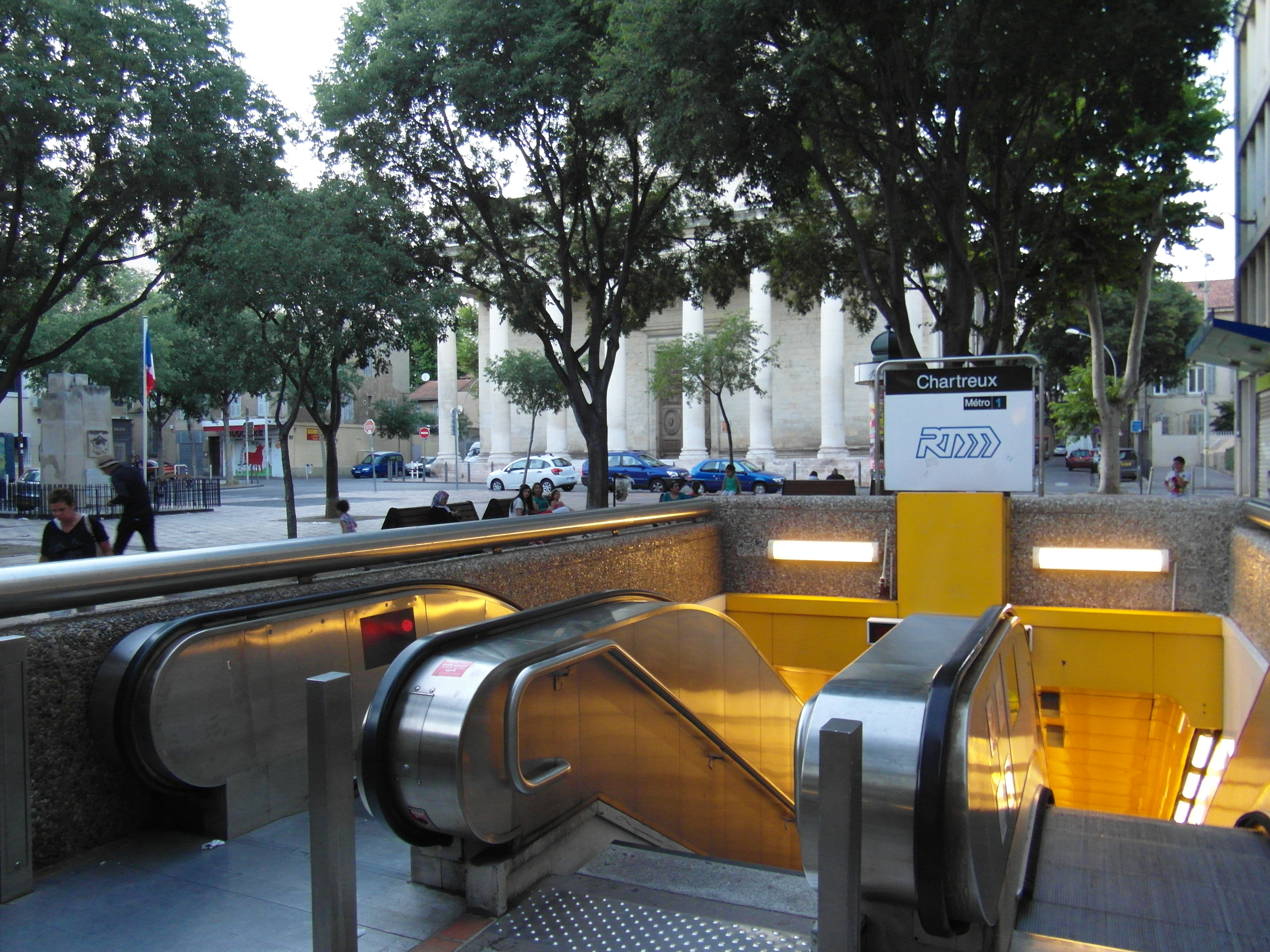
Вихід зі станції «Chartreux»
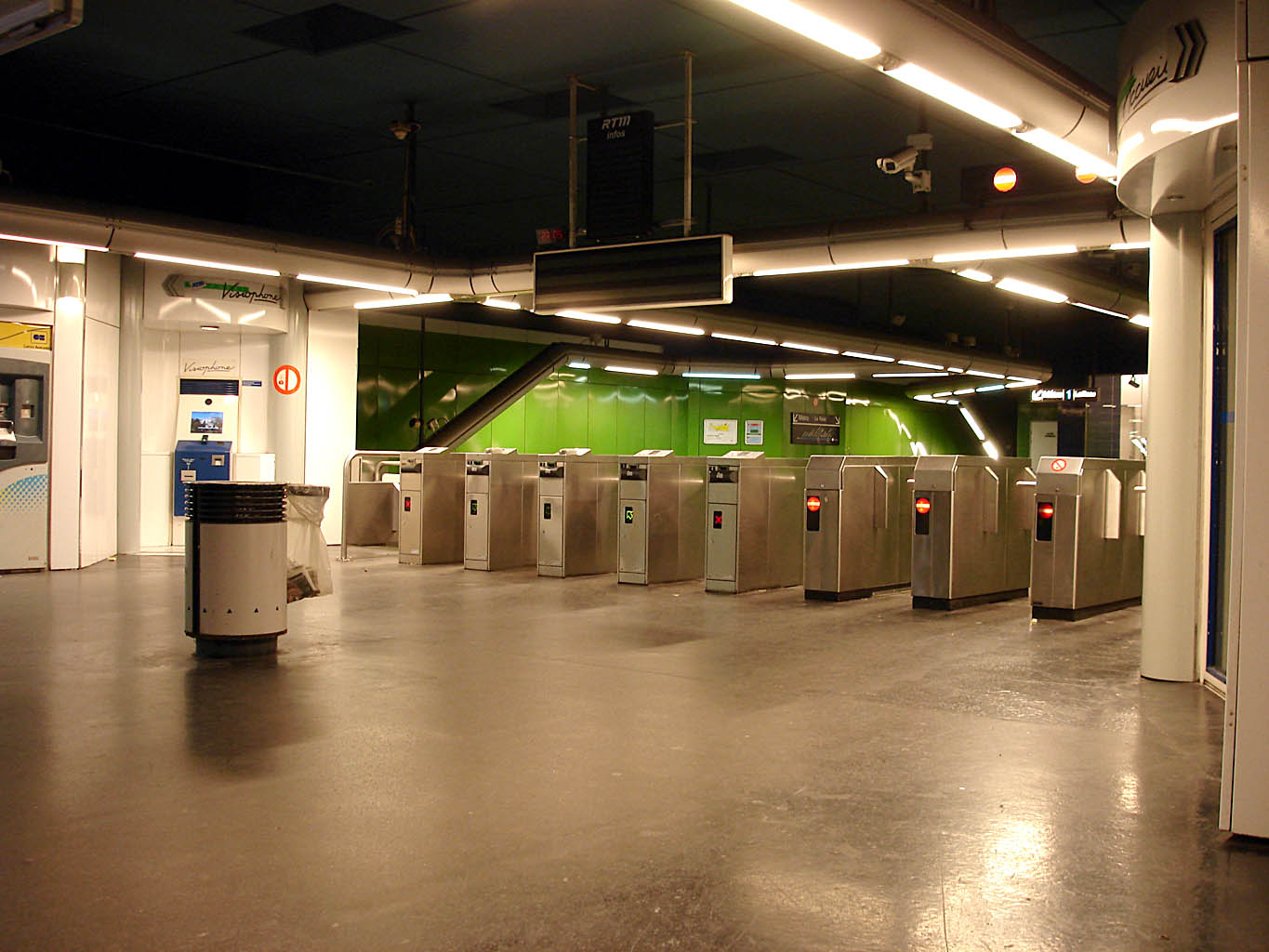
Турнікети на станції «La Timone»
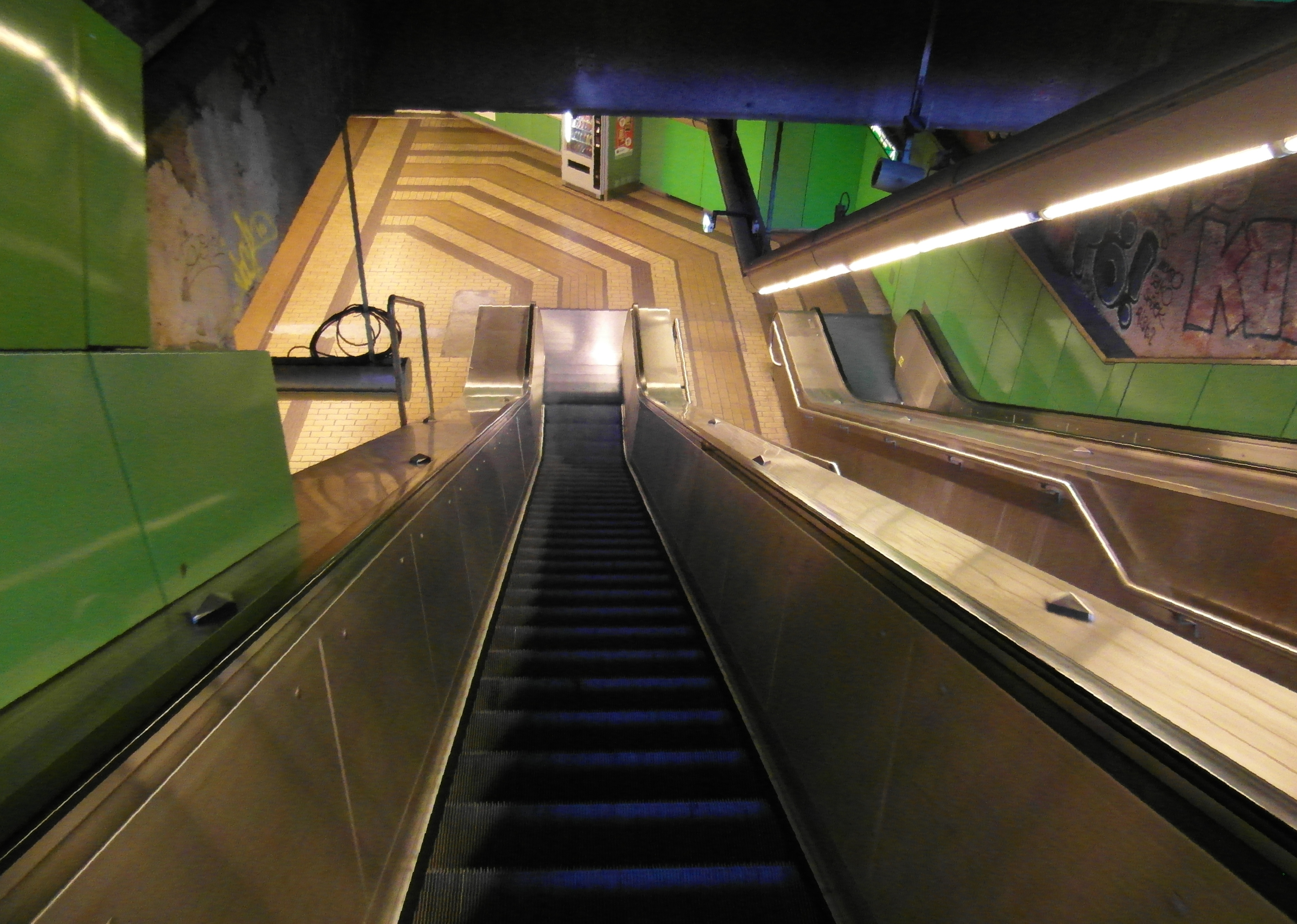
Ескалатори на станції «Notre Dame du Mont»
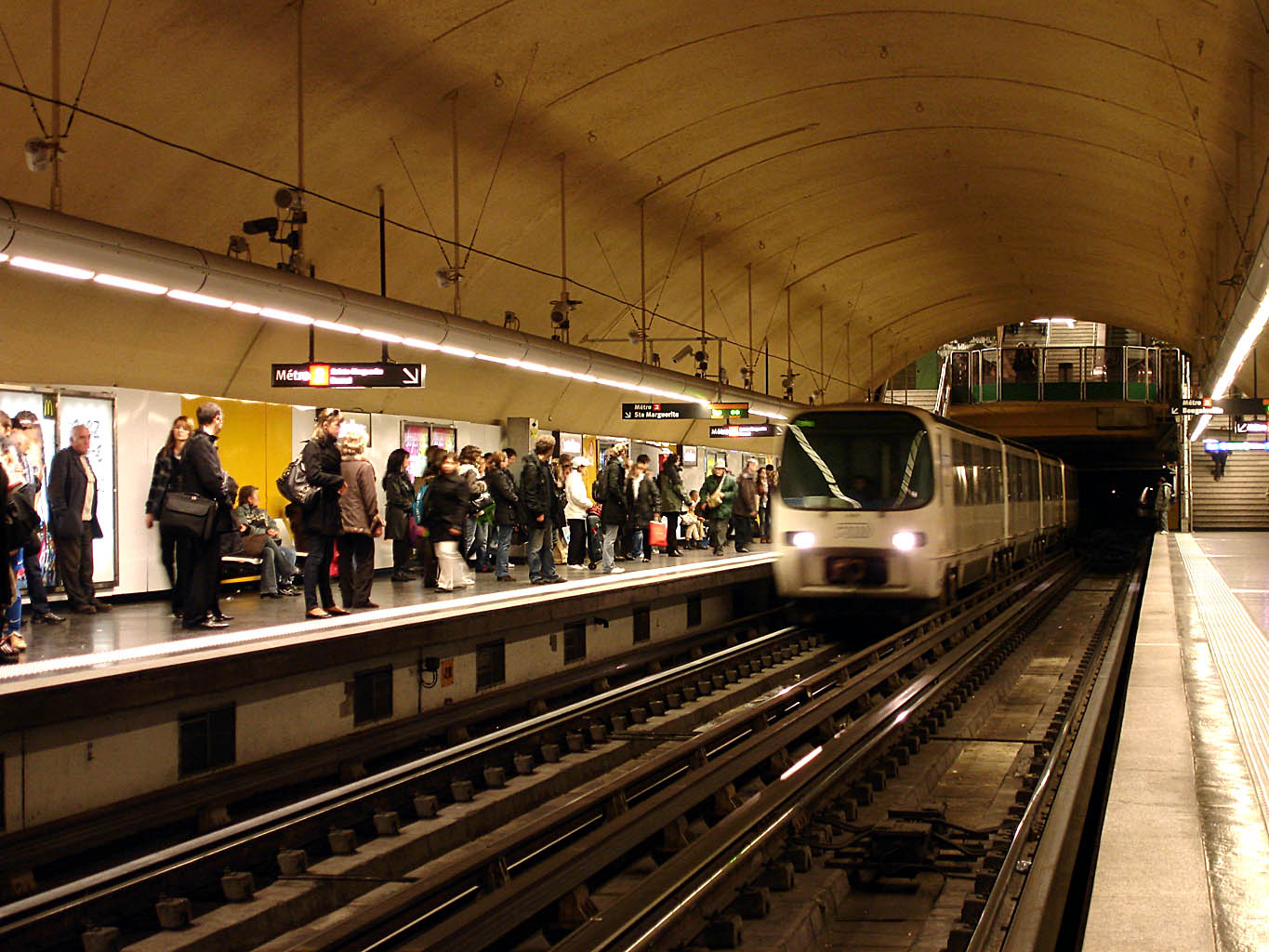
Станція «Castellane»
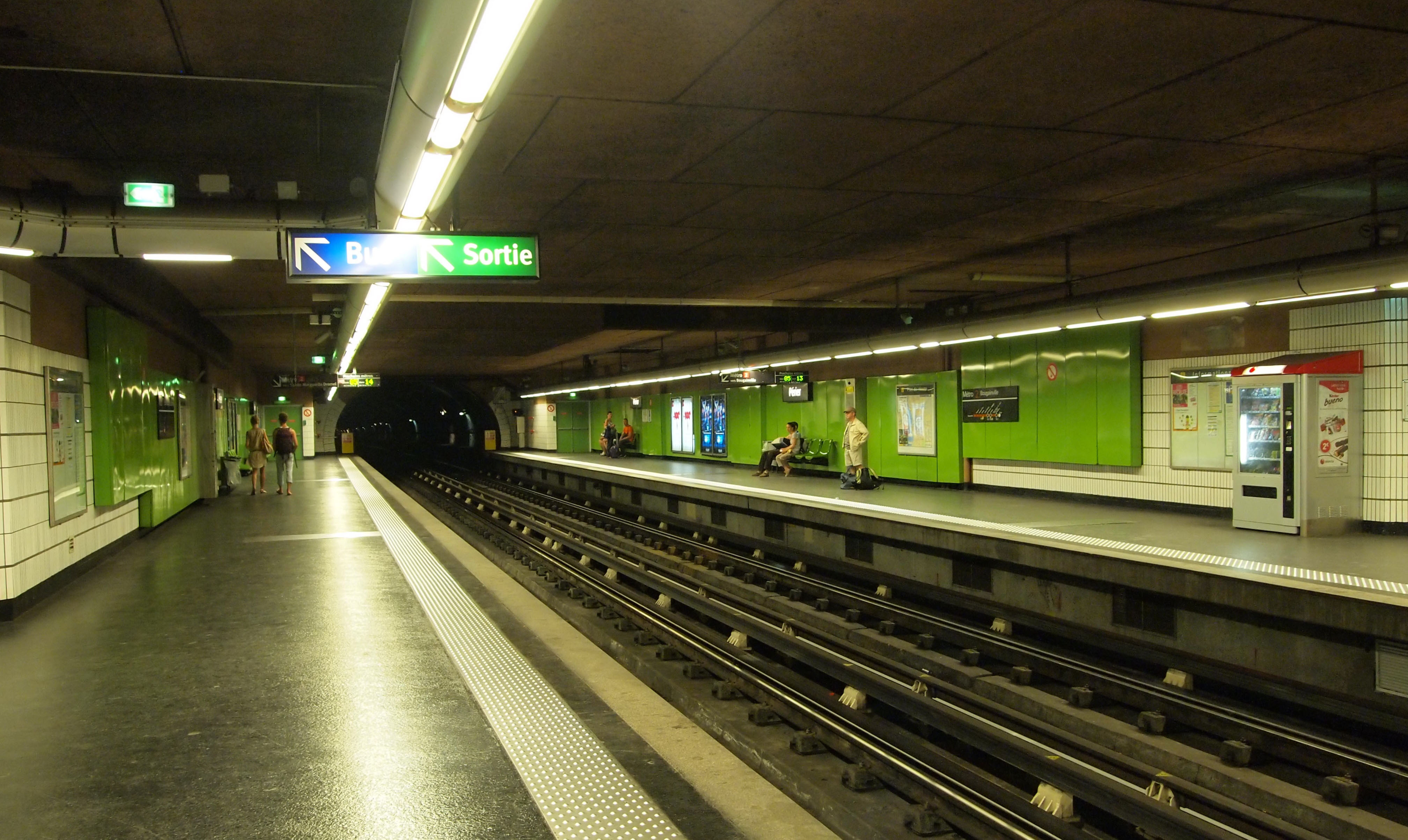
Станція «Périer»
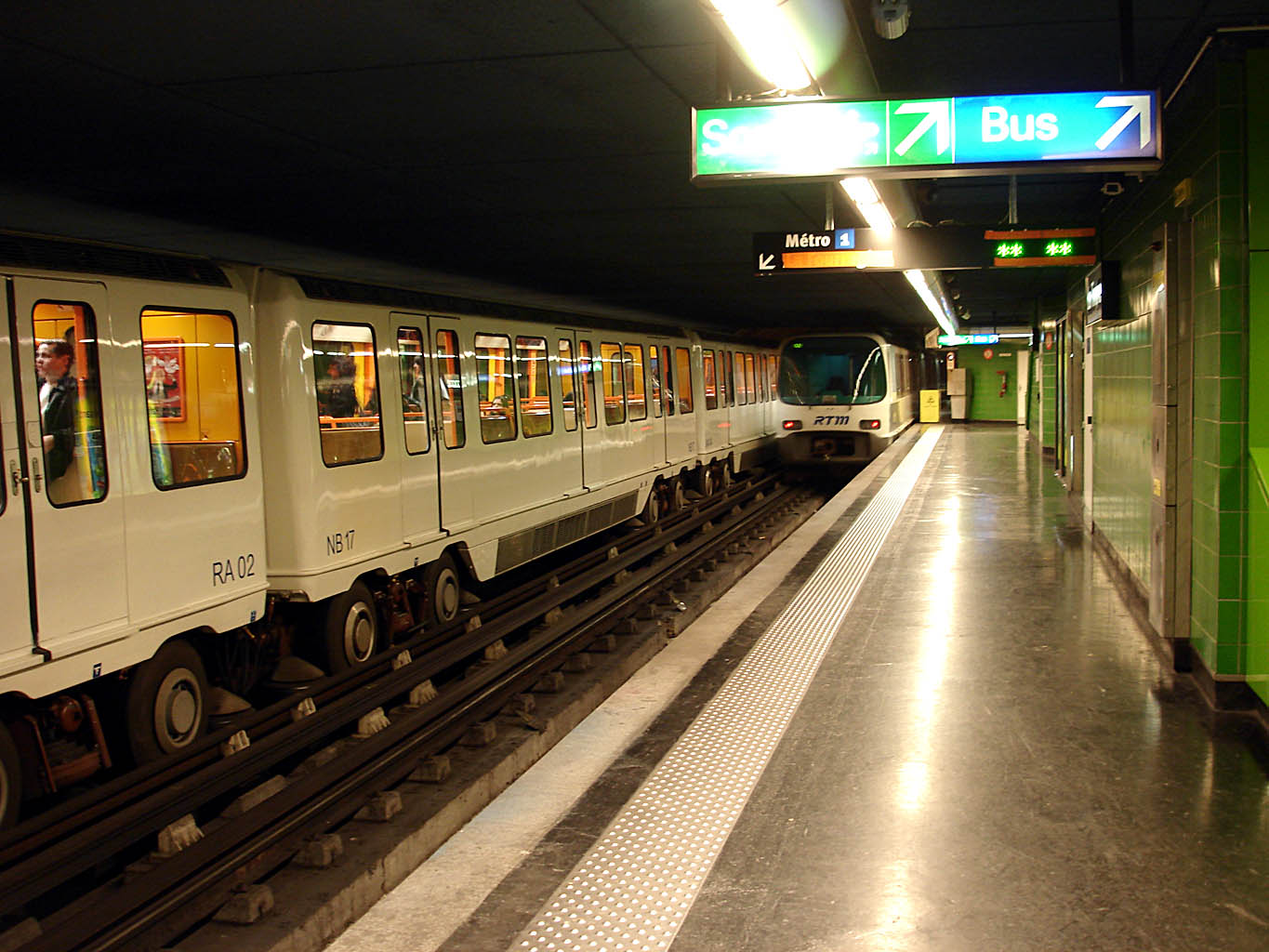
Потяг на станції «La Timone»
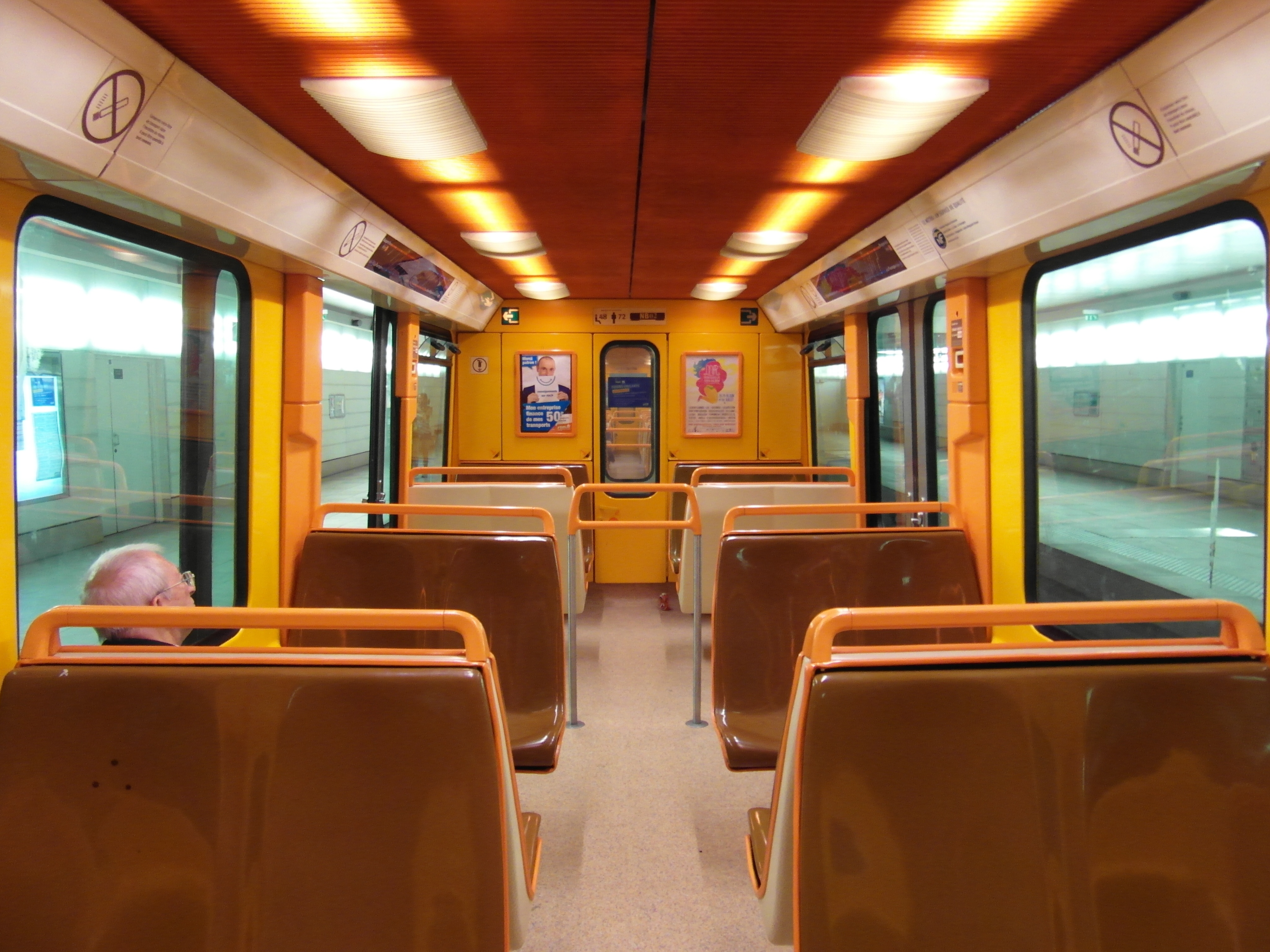
Всередині вагона
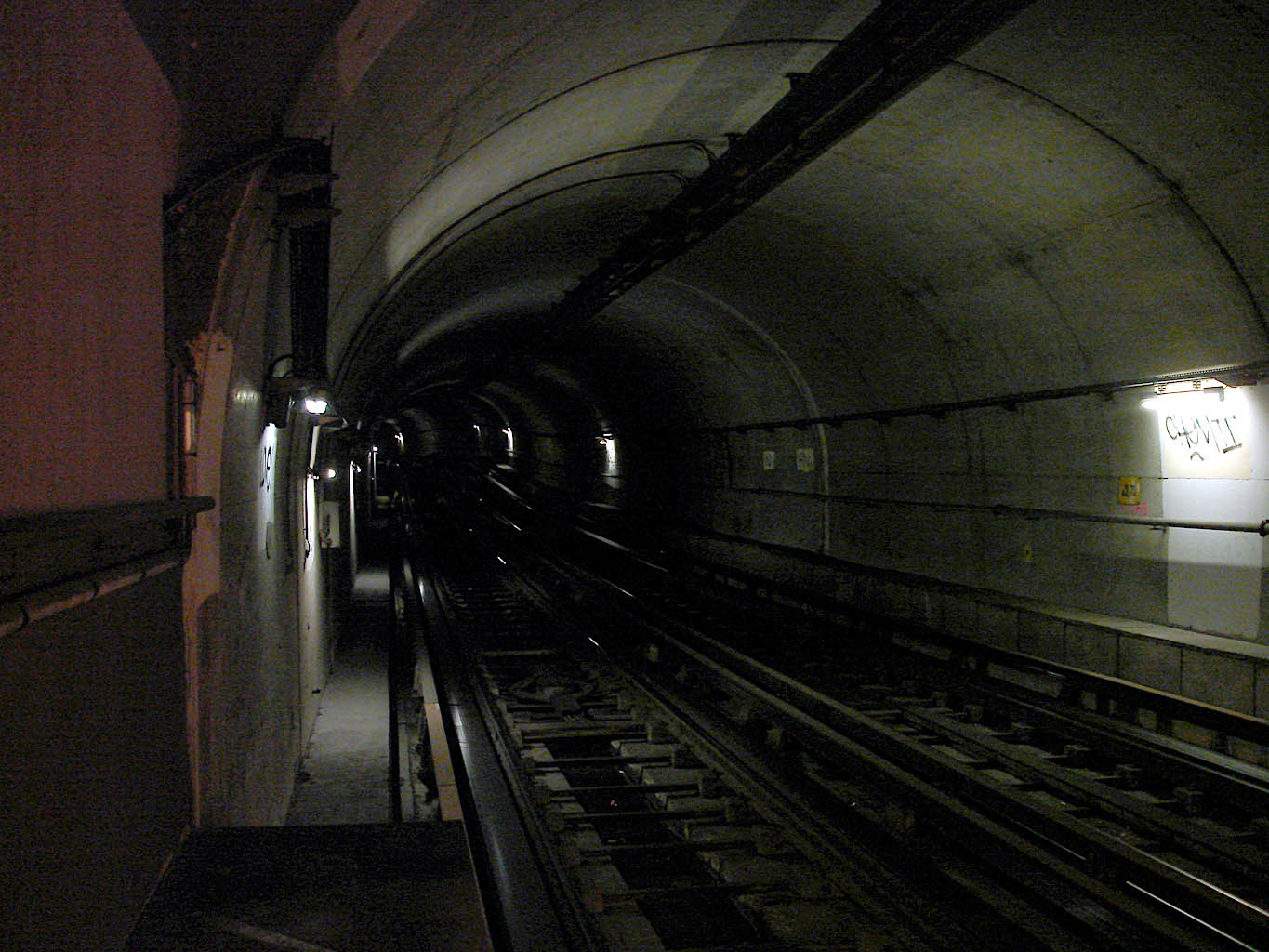
Двоколійний тунель поблизу станції «Rond-Point du Prado»